# Neoseiulella steveni
Neoseiulella steveni är en spindeldjursart som först beskrevs av Schicha 1987.  Neoseiulella steveni ingår i släktet Neoseiulella och familjen Phytoseiidae. Inga underarter finns listade i Catalogue of Life.